# Naná Vasconcelos
Naná Vasconcelos (2. srpna 1944, Recife – 9. března 2016) byl brazilský jazzový perkusionista a zpěvák. Svou kariéru zahájil koncem šedesátých let. V letech 1978 až 1982 hrál se sitáristou Collinem Walcottem a kornetistou Donem Cherrym v kapele Codona. Během své kariéry spolupracoval s mnoha hudebníky, mezi které patří například Jon Hassell, Laurie Anderson, Pat Metheny, Jan Garbarek nebo Woody Shaw. Několikrát byl časopisem Down Beat zvolen nejlepším perkusionistou roku.